# وقار (خلق)
الوقار من الصفات والاخلاق الحميدة وجاء في تعريف الوقار في كتاب تهذيب الاخلاق للجاحظ أنه الإمساك عن فضول الكلام والعبث، وكثرة الإشارة والحركة، فيما يستغنى عن التحرك فيه، وقلة الغضب، والإصغاء عند الاستفهام، والتوقف عن الجواب، والتحفظ من التسرع.

## التعريف بمعنى وقار
معنى الوقار لغة: وَقار: اسم، مصدر وقُرَ، والوَقَارُ: الرَّزانَةُ والحِلْمُ وتعني العظمة ايضاً.
ومعنى الوقار اصطلاحا: هو سكون النفس وثباتها عند الحركات التي تكون في المطالب والتأني في التوجه نحو المطالب.

## الفرق بين الوَقَار وبعض الصِّفات

### الفرق بينالتوقيروالوقار
أن التوقير يستعمل في معنى التعظيم؛ يقال: وقرته، إذا عظمته، والتوقير: اسم جامع لكل ما فيه سكينة وطمأنينة من الإجلال والإكرام، وأن يعامل من التشريف والتكريم و التعظيم بما يصونه عن كل ما يخرجه عن حد الوقار.

### الفرق بينالسكينةوالوقار
قد بين الامام النووي الفرق بينهما فقال: والظاهر أن بينهما فرقاً، وأن السكينة هي التأني في الحركات واجتناب العبث، والوقار في الهيئة كغض البصر، وخفض الصوت وعدم الالتفات.

## حكم وأمثال
يقال: (لا تُخلِّق نفسك بالحرص، فتُذهب عنك بهجة الوَقَار) .
ويقال: (العجلة تسلب الوَقار).
ويقال: (الشَّيب حلية العقل، وسِمَة الوَقَار).
وقيل: (إن جالست الملوك فالزم الصَّمت، واستعمل الوَقَار، واحفظ الأسرار).

## الوقار من منظورأهل السنةوالعلماء
قال الغزالي: (آداب العالم: الاحتمال، ولزوم الحلم، والجلوس بالهيبة على سمت الوقار مع إطراق الرأس، وترك التكبر على جميع العباد، إلا على الظلمة زجرا لهم عن الظلم، وإيثارا للتواضع في المحافل والمجالس، وترك الهزل والدعابة، والرفق بالمتعلم، والتأني بالمتعجرف، وإصلاح البليد بحسن الإرشاد، وترك الحرد عليه، ومؤاخذة نفسه -أولا- بالتقوى ليقتدي المتعلم -أولا- بأعماله، ويستفيد -ثانيا- من أقواله)،وقال أيضاً: (الوقار وسط بين الكبر والتواضع).
ولقد وردت احاديث في صحيح بخاري وكذلك في صحيح مسلم تذكر خلق الوقار منها: أن جرير بن عبد الله قام، يوم مات المغيرة بن شعبة، فحمد الله وأثنى عليه، وقال: (عليكم باتقاء الله وحده لا شريك له، والوقار والسكينة حتى يأتيكم أمير، فإنما يأتيكم الآن. ثم قال: استعفوا لأميركم؛ فإنه كان يحب العفو)، رواه البخاري (58)، ومسلم (56).
ولقد كان للشعر نصيب ايضاً في ذكر هذا الخلق:
قال ابن المبارك يمدح مالك:
يَأْبى الجَوَابَ فمَا يُــرَاجَع هَيْبَةً   والسَّائِلُون نَوَاكِس الأذْقَانِ
أدَبُ الوَقَارِ وعِزُّ سُلطان التُّقى    فهو الأميرُ وليس ذا سُلطانِ
وقال البحتري:
قَمَرٌ يؤمِّله الموالي للَّتي            يقضي بها المأمُول حقَّ الآمِلِ
حَدَثٌ يوقِّره الحِجَى فكأنَّما    أخذ الوَقَارَ من المشيب الشَّاملِ

## نماذج من وقار الأنبياء
النَّبي محمد صلى الله عليه وسلم كان يتصف بالوقار، ففي وصف النبي محمد صلى الله عليه وسلم قالت أمِّ معبد: (إن صَمَت فعليه الوَقَار، وإن تكلَّم سَمَاه وعلاه البهاء، أجمل النَّاس وأبْهَاه من بعيد، وأحسنه وأجمله من قريب، حُلْو المنْطِق، فصلًا لا نَزْر ولا هَذَر ، كأن مَنْطِقه خرزات نظمٍ يتحدَّرن، رَبْعة).
وعن سعيد بن المسيَّب، قال: (كان إبراهيم  أوَّل النَّاس أضاف الضَّيف، وأوَّل النَّاس قصَّ شاربه وقلَّم أظفاره واستحدَّ، وأوَّل النَّاس اختتن، وأوَّل النَّاس رأى الشَّيب، فقال: يا رب، ما هذا؟ قال: الوَقَار، قال: رب! زدني وقارًا).

## طالع أيضًا
ألفة (خلق)
الاحسان
طمأنينة